# Revolution (KARAのアルバム)
『Revolution』（レボリューション）は、KARAのオリジナル・アルバム。2009年7月30日に発売された。

## 概要
- 2009年7月30日、新生KARAの初の本格アルバムである、2集『Revolution』を発表。その翌日にKBSミュージックバンクで収録曲「Wanna」、「ミスター（미스터）」を初披露しプロモーション活動を開始。それまでのCuteなイメージとは異った、ウェストラインを強調したセクシーな衣装・振付と、80年代のユーロビートを彷彿させるポップでダンサブルな曲調、減量してスタイリッシュになったメンバーの姿に大きな反響を呼んだ。特に「ミスター」の振付の特徴である尻振りダンス（ヒップダンス）は、KARAのイメージを一新するものであった。カムバックステージでは、「Wanna」と「ミスター」が披露されたが、アルバムタイトル曲（プロモーション曲）として発表された「Wanna」より「ミスター」を押す声がファンの間で大きく、結局、事務所が「ミスター」は「Wanna」の後続曲としてプロモーションに使用するとの声明を出し、またタイトル曲もこの2曲（ダブルタイトル）と変更することで決着した。韓国語ヴァージョンの「ミスター」の公式MVが存在しないのもこのためである。
- 8月30日、「Wanna」が、SBS人気歌謡のヒットチャートで1位を獲得し、今回のイメージチェンジが成功したことを証明した。「Wanna」の後続曲として、プロモーション活動に使用された「ミスター」も大ヒットしたことにより、遂にKARAはWonder Girls、少女時代とともに、韓国の女性トップアイドル3強と呼ばれるようになった。「ミスター」は、ヒットチャート1位こそ取れなかったものの、尻振りダンスが評判を呼んだこともあって「Wanna」より披露する機会が多く、またCFで使用されることも多かった。
- 10月で2集アルバムのプロモーション活動を終了した。

## 収録曲
1. 미스터 / ミスター
2. Wanna
3. 마법 / 魔法
4. 몰래몰래 / 見つからないように
5. Let It Go
6. Take A Bow
7. AHA
8. 똑같은 맘 / 同じ気持ち
9. Wanna (Inst.)
10. 마법 (Inst.) / 魔法 (Inst.)

## Revolution Okinawa Special edition
DVDと写真集がセットになった5,000枚限定の「Revolution」スペシャル版 。2009年7月31日にユニバーサルシグマ（ユニバーサルミュージック）より発売された。収録のDVDはKARA SPECIAL PREMIUM BOX FOR JAPANのDVDと同内容である。
| スタブアイコン | サブスタブ | この項目は、まだ閲覧者の調べものの参照としては役立たない、アルバムに関連した書きかけの項目です。この項目を加筆・訂正などしてくださる協力者を求めています（P:音楽/PJ:アルバム）。 |